# 北後街
39°54′22″N 116°38′45″E / 39.90598°N 116.64574°E
北後街是位于原通州新城北部的一条弧形胡同，连接新城大街的东西两端，随着新华西街的建设，现已消失。

## 建筑
- 北后街坊：在新街口迤西路北[1]，现不存。
- 张仙祠：乾隆十年（1745年）建立[2]，现不存。
- 龍王廟：同治十年（1871年）重修建[3]，现不存。
- 东关慈云寺：光绪三年（1877年），州绅薛陵漢等捐建[4]，现不存。
- 潞河医院的前身：1878—1881年，美国基督教会公理会传教士江戴德在通州城内北后街开设诊疗所。1882年，美国医师盈亨利以诊所为基础成立医院，命名为妇婴医院。1900年，医院在义和团运动中焚毁。
- 公理会和潞河中学的前身：同治六年（1867年），美国耶稣教公理会牧师姜戴德、富善租用鱼市口北侧的民宅作教堂进行传教，光绪四年（1878年），教堂迁移到北后街今中山街小学校园的位置。1871年，在北后街创建的八境神学院，是潞河中学的前身，1895年迁至通州城南。1900年义和团运动中，教堂被烧毁[5][6]。